# Symplectoscyphus divaricatus
Symplectoscyphus divaricatus är en nässeldjursart som först beskrevs av Busk 1852.  Symplectoscyphus divaricatus ingår i släktet Symplectoscyphus och familjen Sertulariidae. Inga underarter finns listade i Catalogue of Life.